# Giovanni Battista Mellini
Giovanni Battista Mellini (Roma, 9 giugno 1405 – Roma, 24 luglio 1478) è stato un cardinale e vescovo cattolico italiano.

## Biografia
Nacque il 9 giugno 1405.
Papa Sisto IV lo elevò al rango di cardinale nel concistoro del 18 dicembre 1476.
Morì il 24 luglio 1478 all'età di 73 anni.